# Mambo Open Source
Mambo (полное название Mambo Open Source или MOS) — это свободная система управления содержимым. Она поставляется с десятью встроенными модулями, WYSIWYG редактором, сайтом статистики, интерфейсом администратора, многоязыковой поддержкой, поддержкой пользовательских модулей и многим другим.
Вследствие разногласий между разработчиками и владельцами прав на торговую марку Mambo появилась новая CMS Joomla.
На 17.04.16 проект больше не развивается.

## Функции
Mambo включает в себя такие функции, как кэширование страниц для повышения производительности на загруженных сайтах, расширенные методы создания шаблонов и довольно надежный API. Он может предоставлять RSS-каналы и автоматизировать многие задачи, включая веб-индексацию статических страниц.
Функции интерфейса включали печатные версии страниц, сводки новостей, блоги, форумы, опросы, календари, поиск по веб-сайтам, интернационализацию языков и другие.